# The Heart of the Andes
The Heart of the Andes (em português: O Coração dos Andes) é uma pintura de paisagem a óleo feita pelo pintor estadunidense Frederic Edwin Church. A pintura possui quase 170 centímetros de altura e mais de 3 metros de largura, retratando uma paisagem imaginada por Church, que buscou inspiração para fazê-la em uma de suas duas viagens à Cordilheira dos Andes. Exibida pela primeira vez em 1859, a pintura faz parte do acervo do Museu Metropolitano de Arte nova-iorquino desde 1909, juntamente com outros trabalhos de Church.

## Bagagem
Financiado pelo empresário Cyrus West Field, que pretendia usar as pinturas de Church como forma de atrair investidores para seus empreendimentos sul-americanos, Church viajou pela Colômbia e Equador nos anos de 1853 e 1857.Chruch foi inspirado pelo naturalista e explorador prussiano Alexander von Humboldt e sua dissertação Kosmos. Humboldt estava entre os últimos grandes generalistas científicos, e sua fama era semelhante à de Albert Einstein, um século depois. No segundo volume de Kosmos, Humboldt incluiu um capítulo sobre a influência da pintura de paisagem no estudo do mundo natural, colocando tal arte entre as mais altas expressões do amor da natureza, e desafiando artistas a retratarem a "fisionomia" de paisagens. Chruch retraçou as viagens de Humboldt pela América do Sul.

## Descrição e influências
O Coração dos Andes é um composto da topografia sul-americana observada por Church durante suas viagens. No centro direito da paisagem montanhosa, encontra-se uma cachoeira que inteira uma piscina cintilante. O Monte Chimborazo, do Equador, aparece na distância: o olhar do espectador é levado a ele através das encostas mais escuras e mais próximas que recuam da direita para a esquerda. As evidências de presença humana consistem em: um caminho levemente desgastado que desaparece, uma aldeia e uma igreja  na planície central, e mais perto do primeiro plano, dois nativos são vistos antes de uma cruz. A igreja, um detalhe que é marca registrada nas pinturas de Church, é católica e colonial espanhola, e, aparentemente, inacessível da localização do espectador. A assinatura de Church aparece cortada na casca da árvore destacada em primeiro plano à esquerda. O jogo da luz em sua assinatura foi interpretado como a declaração do artista sobre a habilidade do homem de domar a natureza, mas a árvore aparece debilitada em comparação com a vívida selva que a rodeia.

A paisagem de Church corresponde aos princípios estéticos do pitoresco, tal como proposto pelo teórico britânico William Gilpin, que se inicia com uma observação cuidadosa da natureza, reforçada por noções particulares sobre composição e harmonia. A justaposição de formas suaves e irregulares era um princípio importante, e está representada em O Coração dos Andes pelas colinas arredondadas e a piscina de água, por um lado, e as contrastantes montanhas irregulares e árvores ásperas do outro. 